# Stichopogon umkomaasensis
Stichopogon umkomaasensis là một loài ruồi trong họ Asilidae. Stichopogon umkomaasensis được Oldroyd miêu tả năm 1974. Loài này phân bố ở vùng nhiệt đới châu Phi.